# Grabów
Grabów é um município no centro da Polônia. Pertence à voivodia de Łódź, no condado de Łęczyca. É a sede da comuna urbano-rural de Grabów. Situa-se no Vale de Kola. É conhecida pelo cultivo de cebolas com o nome grabowska.
Estende-se por uma área de 9,1 km², com 1 003 habitantes, segundo o censo de 31 de dezembro de 2021, com uma densidade populacional de 110,2 hab./km².
Grabów recebeu o foral de cidade em 1372, perdendo-o temporariamente no século XVII. No século XVI, a cidade real estava localizada na voivodia de Łęczyca. Ela foi privada de seus direitos municipais em 31 de maio de 1870 e incorporada à comuna de Grabów, no condado de Łęczyca. Nos anos de 1867 a 1954, foi a sede da comuna rural de Grabów, de 1954 a 1972 da gromada de Grabów e, a partir de 1973, da comuna reativada de Grabów. De 1975 a 1998, pertenceu administrativamente à voivodia de Konin. Em 1 de janeiro de 2024, recuperou a condição de cidade.

## Divisão administrativa
| Nome             | Tipo            |
| ---------------- | --------------- |
| Ciasna           | parte da cidade |
| Grabów-Cegielnia | parte da cidade |
| Grabów-Dwór      | parte da cidade |
| Koziny           | parte da cidade |
| Pruchyniec       | parte da cidade |

A parte da cidade chamada Probostwo foi abolida em 1 de janeiro de 2024.

## Localização
A cidade está localizada a aproximadamente 13 km a noroeste de Łęczyca, na parte oeste do condado de Łęczyca, na estrada local que liga Łęczyca a Koło e Dąbie.

## História

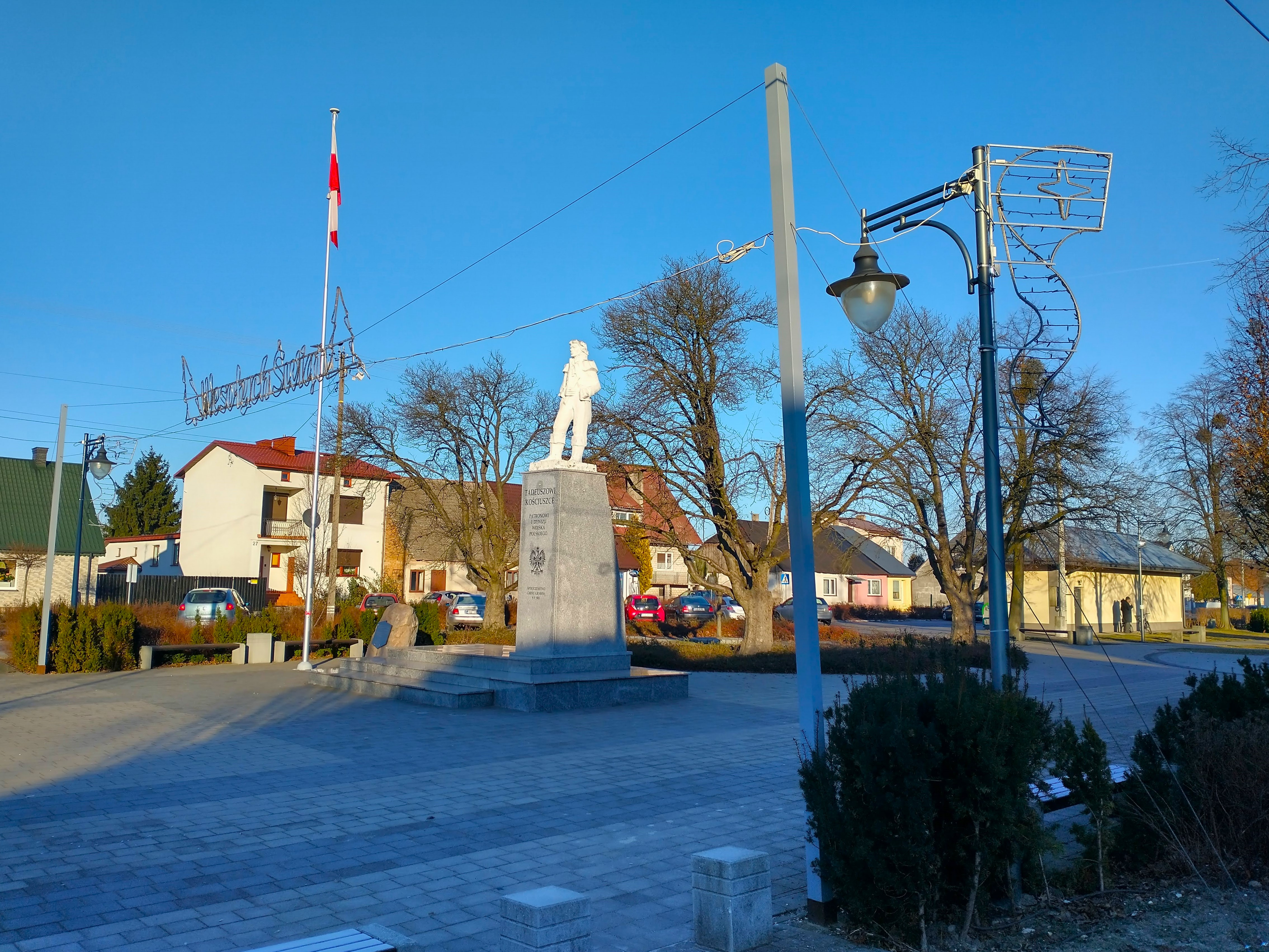
Praça principal e monumento a Tadeusz Kościuszko

Grabów foi mencionada pela primeira vez em 1232 como uma doação da igreja em Dobrów. No final do século XIII, a vila estava em declínio. Ela aparece novamente em fontes históricas em meados do século XIV, já como propriedade da nobreza. Em 1372, a rainha regente Isabel, a pedido do Castelão de Łęczyca, Mikołaj, permitiu que a vila fosse transformada em uma cidade. O desenvolvimento bem-sucedido da cidade foi interrompido na primeira metade do século XVI. Durante esse período, Grabów era às vezes chamada de vila. Em 1552, o rei Sigismundo Augusto concedeu à cidade o privilégio de três feiras por ano e confirmou o direito de realizar feiras. Ainda era uma cidade pequena, com apenas 12 artesãos trabalhando aqui em 1572. No período final do século XVII, a cidade perdeu seu caráter urbano. Grabów recebeu um novo privilégio de fundação das autoridades prussianas em 1800. Na primeira metade do século XIX, a população da cidade aumentou lentamente. Em 1809, havia 350 habitantes e, em 1857, já eram 918. Em 1859, um tornado destruiu parte da cidade. Em 29 de outubro de 1863, as tropas russas travaram uma batalha com uma unidade insurgente perto de Grabów. Os russos foram derrotados e tiveram que se retirar da cidade por causa disso. Em 1870, a cidade perdeu seus direitos municipais. Entre 1905 e 1907, várias manifestações revolucionárias tumultuadas ocorreram no vilarejo. Em fevereiro de 1941, os alemães estabeleceram um gueto na vila para os judeus da vizinha Łęczyca. Durante sua liquidação, em abril de 1942, 1200 pessoas foram deportadas daqui para o campo de extermínio de Kulmhof, em Chełmno nad Nerem. Grabów passou a ser um grande vilarejo com serviços básicos e estabelecimentos comerciais. Durante o período comunista, o maior estabelecimento industrial de Grabów era uma fábrica de tijolos, de propriedade da Empresa de cerâmica para construção, sediada em Łódź. A especialidade do vilarejo era o cultivo de cebolas, que eram enviadas para o exterior. As plantações de cebola cobriam uma área de 500 hectares.

## Monumentos históricos
- Igreja de Santo Estanislau, Bispo e Mártir — uma igreja católica romana construída em 1838 em estilo classicista[13]
- Praça principal — o centro da cidade é uma praça espaçosa e alongada. Várias casas do início do século XIX foram preservadas em suas proximidades. Os edifícios de tijolos com corredor são cobertos por telhados de quatro águas ou de duas águas. As casas com estrutura de madeira têm geralmente telhados de quatro águas. Algumas casas são decoradas com interessantes ornamentos de carpintaria, como vigas perfuradas nas paredes da frente e portas e venezianas esculpidas.
- Sinagoga em Grabów — construída em 1881, uma das duas sinagogas que sobreviveram no condado de Łęczyca. O edifício não tem mais função religiosa, mas manteve parcialmente seu design exterior original.
- Cemitério evangélico — fundado na primeira metade do século XX, localizado na estrada de saída de Grabów em direção a Opiesin. É um remanescente dos neerlandeses menonitas, cujo assentamento foi encerrado pela Segunda Guerra Mundial. A necrópole está em péssimo estado de conservação, restando algumas lápides em ruínas.[14][15]
- Cemitério judeu — datado do início do século XIX e devastado durante a Segunda Guerra Mundial, não há mais matzeva, apenas um obelisco comemorativo.

## Eventos
- Todos os anos, na primeira terça-feira após o Domingo de Páscoa, há uma competição de palant, um jogo de taco e bola, semelhante ao beisebol americano, conhecida como Dia de Palant.
- Dia da Cebola[16]

## Religião
- Igreja Católica de Rito Latino
  - Paróquia de Santo Estanislau, Bispo e Mártir
- Igreja Mariavita
  - Paróquia de São Mateus, Apóstolo e Evangelista, em Nowa Sobótka.[17] Em uma época, os mariavitas da área de Grabów pertenciam à paróquia dos mariavitas do Santíssimo Sacramento, com sede em Kadzidłowa.